# Filmeditor

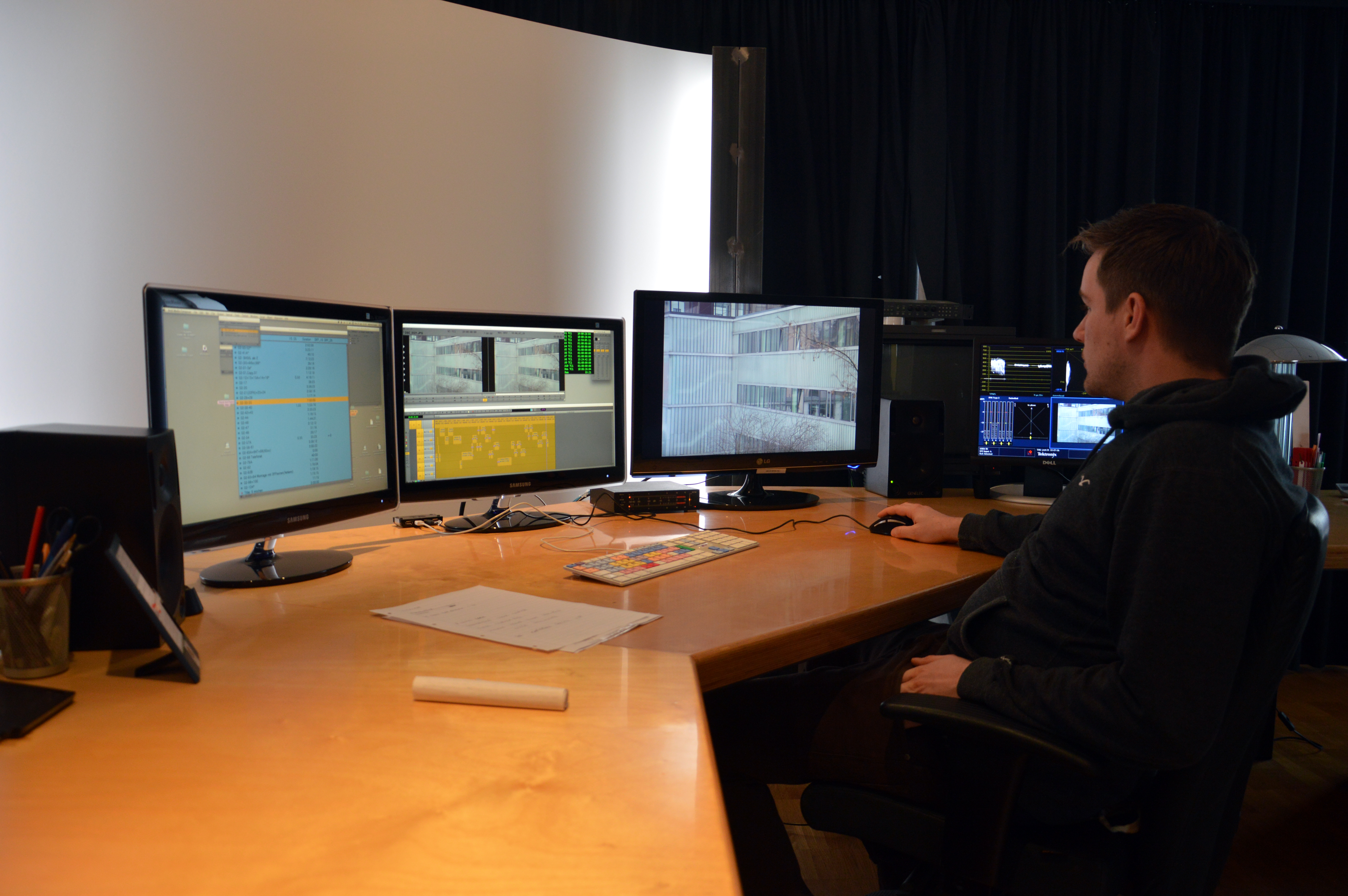
Digitaler Schnittplatz

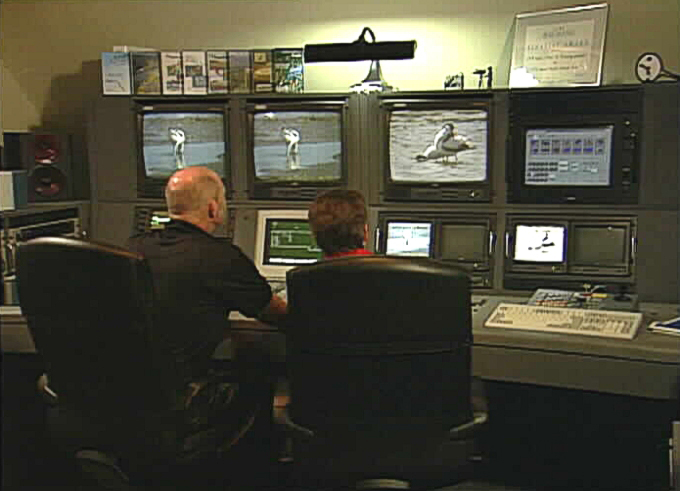
Video-Schnittplatz

Ein Filmeditor oder Editor (ältere Bezeichnungen Cutter, Schnittmeister) ist eine Person, die das bei Dreharbeiten entstandene Rohmaterial eines Filmes oder einer Fernsehproduktion durch den Schnitt bzw. die Montage gestaltet. Editoren wählen geeignete Einstellungen aus, ordnen sie dramaturgisch und rhythmisch wirkungsvoll in Sequenzen an, fügen Töne, Musiken, Effekte, Grafiken und Animationen hinzu und geben dem Film seine endgültige Form. Filmeditoren gehören somit zu den Mit-Urhebern eines audiovisuellen Werkes.
Die technischen und kreativen Anforderungen an den Beruf wandeln sich ständig; insbesondere der Videoschnitt und die Digitalen Medien führten zu Umbrüchen im Berufsbild. Auch die Berufsbezeichnung hat sich gewandelt: Seit Anfang des 21. Jahrhunderts wird zunehmend in Deutschland, Österreich und der Schweiz die Bezeichnung Filmeditor und sinngleich Editor verwendet, und verdrängt damit die früher gebräuchlicheren Begriffe Cutter und Schnittmeister.

## Berufsbild

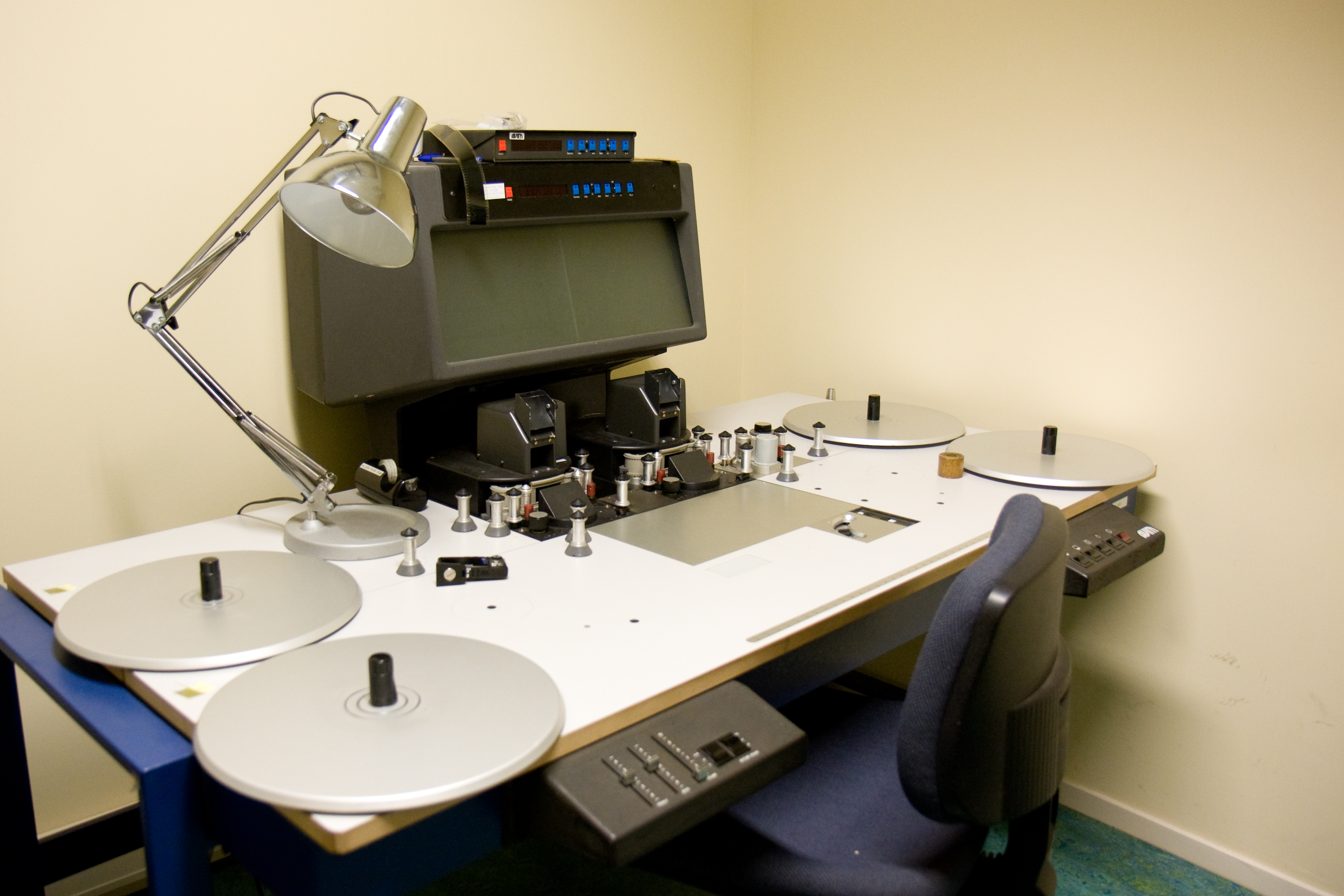
Filmschneidetisch

Der Editor führt seine Tätigkeit in Absprache und Zusammenarbeit mit dem Filmregisseur und/oder dem Redakteur und dem Produzenten aus. Sein Arbeitsplatz ist der Schneideraum (englisch Edit suite/room oder Cutting Room). War dieser früher ein Ort für den mechanischen Filmschnitt am Schneidetisch, hat sich seine Ausstattung grundlegend verändert, hin zum Computer-basierten, nonlinearen Digitalschnitt. Zu den vielfältigen Arbeitsbereichen, in denen Filmeditoren tätig sind, gehören: Spielfilme und Dokumentarfilme für Kino und Fernsehen, Arbeiten im Bereich der Filmpublizistik (aktuelle Fernsehberichte, Nachrichten oder Magazinbeiträge), Fernsehserien, Wirtschaftsfilme, Werbung, Musikvideos, Lehrfilme und Internet-basierte Medien. Aufgrund der verschiedenen Anforderungen in den einzelnen Sparten sind Editoren meist auf einige Bereiche, oft auch auf bestimmte technische Systeme spezialisiert.
Ein Editor verbindet mittels Rohschnitt und Feinschnitt das inszenierte oder dokumentarische Bild- und Tonmaterial zu einer stimmigen Einheit. Dabei deutet er die Bildsprache der Kamera und bespricht die inhaltlichen und gestalterischen Möglichkeiten hinsichtlich der Anforderung des Autors bzw. Filmemachers. Der Editor kennt die technischen Richtlinien der Sendeanstalten und orientiert sich nach den gestalterischen Vorgaben der einzelnen Fernsehformate.

## Aus- und Weiterbildung
Mehrere Film- und Fernsehakademien und Journalistenschulen bieten Studiengänge oder Aus- und Weiterbildungen für den Bereich Schnitt/Montage und die digitale Medienproduktion an. An einigen Fachhochschulen sind Bachelor-Studiengänge in Audiovisuelle Medien, Medientechnik und Medienproduktion entstanden. Um der zunehmenden Digitalisierung im Medienproduktionsprozess gerecht zu werden, gibt es seit 1996 auch die Ausbildungsberufe des Film- und Videoeditors sowie des Mediengestalters. Siehe auch Ausbildung in der Postproduktion.
Editoren müssen sich regelmäßig in den unterschiedlichen Software- und Hardware-Produkten fortbilden, da diese kontinuierlich weiterentwickelt werden.

## Berufsverbände
- Deutschland: Bundesverband Filmschnitt Editor e. V. (BFS)
- Österreich: Österreichischer Verband Filmschnitt (aea)
- Schweiz: Schweizer Syndikat Film und Video (SSFV)

## DVD
- Gabriele Voss: Film: Schnitte in Raum und Zeit 2006, 74', Kapitelauswahl; Zusätzliche Interviews 2006, 126', Kapitelauswahl; 12-seitiges Booklet mit den Bio-/Filmographien aller Beteiligten, DVD, Verlag Vorwerk 8, Berlin 2006.